# 8"/35 морская пушка
8"/35 морская пушка — 203,2-мм орудие, разработанное А. Ф. Бринком и производившееся Обуховским заводом. Принято на вооружение Российского императорского флота в 1885 году. Этими пушками были вооружены броненосные крейсера «Адмирал Нахимов», «Память Азова», «Рюрик», а также канонерские лодки типа «Кореец» (8 единиц). Пушки применялись в Русско-японской войне.